# گلادیس بلیک
گلادیس بلیک (انگلیسی: Gladys Blake؛ ‏ ۱۲ مهٔ ۱۹۱۰ – ۲۱ مهٔ ۱۹۸۳) بازیگر و هنرمند وودویل اهل ایالات متحده آمریکا بود. وی بین سال‌های ۱۹۳۳ تا ۱۹۵۲ میلادی در بیش از ۱۰۰ فیلم نقش‌آفرینی نمود. او در فیلم‌هایش نقش خانم‌های بسیار پرحرف را بازی می‌کرد.

## گزیدهٔ فیلم‌شناسی
- زنان
- سریع و خشمگین
- آبشار نیاگارا
- زن سال
- بلاندی
- دیوانگان رقص
- هرچه بیشتر، خوشحال‌تر
- شبح اپرا
- جانی دیگه اینجا زندگی نمی‌کنه
- در جامعه
- فرزند خلف
- افسونگر
- نوکتورن
- هر کس سوی خودش
- ترسیده در حد مرگ
- مخاطره
- دختران گروه کر
- در جستجوی تفریحات شهری
- بزرگ‌ترین نمایش روی زمین[۴]